# 大橋熊雄
大橋 熊雄（おおはし くまお、1894年（明治27年）11月20日 - 1944年（昭和19年）4月14日）は、大日本帝国陸軍の軍人。最終階級は陸軍中将。駐蒙軍政治参謀。愛知大学の森久男は、蒙古連合自治政府の成立にあたって大橋が、「陸軍省との渉外事項を担当して、蒙疆地域の政治的統合に決定的役割を果たした」と指摘している。

## 経歴
新潟県出身。
1914年（大正3年）、新潟県立長岡中学校（第19回卒業）を経て、1917年（大正6年）、陸軍士官学校（第29期）を卒業した。1927年（昭和2年）、陸軍大学校を卒業（第39期）する。
1936年（昭和11年）二・二六事件の軍事裁判官を務める。関東軍参謀に就任。1938年（昭和13年）に駐蒙兵団参謀に転任となる。駐蒙軍高級参謀として、蒙古連合自治政府の成立に関与する。
1940年（昭和15年）、歩兵第11連隊長に就任、翌年（1941年（昭和16年））に第51師団参謀長に就任、1942年（昭和17年）、山東省特務機関長に就任する。
1943年6月10日、北支那方面軍特務部長に昇進し、北支那方面軍特別警備隊を組織し9月20日から駐屯した。北京市と天津市の2つの特別市で、中国共産党の秘密組織とその活動の調査に着手する。
1944年1月下旬、中国共産党北部局の北京情報機関を捜索し47人を逮捕する。3月には北京や天津などにある蔣介石の秘密組織を摘発する。4月14日、北京陸軍病院で急性肺炎のため戦病死。なお、中国の資料（抗日戦争記念網・中国側資料）には、中国共産党地下党員によって暗殺されたと記載されている。
死後、戦功により陸軍中将。